# 塗葛堀
塗葛堀，原寫為塗墼窟，俗稱土角窟，為臺灣臺中市龍井區的一個傳統地域名稱，位於該區西南部。相較於今日行政區，其範圍大致包括麗水里的水裡港聚落一帶、南側的大肚溪河床，及南岸部分河灘地（今屬彰化縣伸港鄉全興村）。

## 歷史
台灣日治前期，塗葛堀地區為一（舊制）街庄，稱為「塗葛堀庄」，隸屬於大肚下堡。該庄昔日位於大肚溪口北岸，北與三塊厝庄為鄰，東與福頭崙庄為鄰，南邊隔大肚溪與溪底庄、新港庄相望，西邊臨海。
1901年（日治明治三十四年）11月，全台廢縣廳改設二十廳，該庄隸屬於臺中廳。1902年（明治三十五年）5月，該庄編入「塗葛堀區」，仍隸屬於臺中廳。1909年（明治四十二年）10月，合併二十廳為十二廳，塗葛堀區隸屬不變。1920年（大正九年），廢十二廳改設五州二廳，該庄改制為「塗葛堀」大字，隸屬於臺中州大甲郡（新制）龍井庄，大字下有「塗葛堀」、「水裡港」、「福州厝」小字名。
戰後龍井庄改制為龍井鄉，隸屬於臺中縣，大字亦改制為村。1950年中、彰、投分治，龍井鄉隸屬不變。2010年12月，隨臺中縣、市合併為直轄臺中市，龍井鄉改制為龍井區，村亦改制為里。

## 聚落
本地區發展較早的聚落有下塗葛堀（塗葛堀港）、塗葛堀（頂塗葛堀、塗葛堀街）、福州厝、水裡港、下蚵藔等，在日治期初期的官方地圖上已有記載。

## 塗葛堀崩
1913年（大正二年）7月，全臺暴風雨，大肚溪洪水泛堤，塗葛堀聚落四十餘戶流失。由於村落、港口遭山洪及海水倒灌而淹沒，居民紛紛往北遷移，稱為「塗葛堀崩」。此次洪水造成大肚溪口河道北移，原塗葛堀庄所轄三個土名僅餘北側的水裡港仍然存留在溪北，南側的塗葛堀、福州厝則已變成為河床及南岸沙灘地。

## 其他水患
1912年大肚溪氾濫，原設於塗葛堀聚落的塗葛堀公學校財產流失。1913年3月，遷校至三塊厝庄海埔厝聚落的民房，其後改名茄投公學校，再遷至茄投，即今龍井國小。

## 人口統計
西元1895年塗葛堀本街14戶人家。
根據中央研究院人文社會科學研究中心地理資訊科學研究專題中心歷史人口研究計畫「日治時期戶口調查」資料庫，塗葛堀庄在1915年有住民1,089人。

## 學校
- 龍港國小

## 廟宇

水裡港福順宮

- 水裡港福順宮

## 代表性人物
- 張星賢，臺灣臺中廳塗葛堀支廳（今臺中市龍井區）人[14]。
- 張瑞昌，龍井鄉第三屆與第四屆鄉長。臺中州報國總動員龍井庄塗葛堀分團顧問